# Floresta Futebol Clube
Floresta Futebol Clube  foi um clube brasileiro de futebol da cidade de Senador Guiomard, no estado do Acre. Suas cores eram o verde e branco.
Foi fundado em 1965 e, no ano seguinte, filiou-se à Federação Acreana de Desportos (FAD). Somente na década de 1970 é que construiu sua sede social.

## Títulos
| ESTADUAIS | ESTADUAIS                       | ESTADUAIS | ESTADUAIS  |
|           | Competição                      | Títulos   | Temporadas |
| --------- | ------------------------------- | --------- | ---------- |
|           | Campeonato Acriano - 2ª Divisão | 1         | 1970       |